# Чирчик (місто)
Чирчик (узб. Chirchiq, Чірчіқ) — місто Ташкентської області Республіки Узбекистан. Місто Чирчик отримало свою назву від однойменної річки — Чирчик, на березі якої і розташоване. Залізнична станція за 32 км на північний схід від центру Ташкента.

## Географія
Місто розташоване на півночі Узбекистану в долині найбагатоводнішої річки Ташкентської області — Чирчик (у перекладі «шумлива», «гучна»). Долина річки має тектонічне походження і розташована між відрогами Каржантау і Чаткальського хребта.

## Історія
На карті 1926 року сел. Троїцький входить до складу Ташкентського району Ташкентського округу.
Історія будівництва міста Чирчик починається з 28 квітня 1932 коли Рада Праці і Оборони СРСР своєю постановою почало будівництво електрохімкомбінату (нині ВАТ «Maxam-Chirchik») і Чирчик-Бозсуйського каскаду ГЕС. 1 травня 1934 року відбулася церемонія закладки міста, 27 квітня 1934 року постановою Президії ЦВК Узбецької РСР була утворена Чирчицька міська рада. Офіційним днем народження міста вважається дата 1 травня 1935 року.
У роки німецько-радянської війни 1941—1945 років місто стало центром машинобудування. На базі обладнання евакуйованих підприємств були побудовані заводи «Чирчиксельмаш», «Узбекхіммаш», трансформаторний завод, комбінат тугоплавких і жароміцних металів «УзКТЖМ».

## Економіка
У місті знаходяться підприємства будіндустрії, легка і харчова промисловість представлена взуттєвою і швейною фабриками, м'ясокомбінатом тошо. Машинобудівна галузь представлена Чирчицьким трансформаторним заводом. Також у місті є великий хімічний завод ВАТ «Maxam-Chirchiq» (колишній «Електрохімпром»). У середині 1940-х років це підприємство виконувало вельми складні і відповідальні роботи в рамках науково-дослідних і проектно-технічних робіт, що велися в СРСР з атомного проекту під керівництвом академіка Ігоря Курчатова.
З об'єктів оборонної галузі у місті є Чирчицький авіаційно-ремонтно-механічний завод, який займається ремонтом та реставрацією військових вертольотів Мі-8 і Мі-9 (Мі-8ІВ).
У гаю західніше танкового училища є Чирчицький танкоремонтний завод. Також у межах міста розташовані 15 ДШБр (розгорнута в 9 мкрн. На базі колишнього 467 УП СпП ГРУ МО СРСР), бригада важкої гаубичної артилерії, полк охорони аеродрому, танкова бригада, в селищі Азадбаш (4 км від межі міста у бік трансформаторного заводу) на базі легендарної 15 обрСпН розгорнутий навчальний антитерористичний центр, на виїзді з міста на північний схід (за 3 мкрн.) розташований діючий аеродром базування штурмової та винищувальної авіації (у тому числі вертолітної). Велика тюремна зона суворого режиму «Таваксай» (знаходиться на території Бостанликського району в селищі Таваксай за 15 км від межі міста).

## Населення
У місті в основному проживають узбеки. Також є киргизи, таджики, росіяни, українці, вірмени, татари, корейці, євреї, казахи, та інші народності.

## Освіта
- Чирчицьке вище танкове командне інженерне училище (ЧВТКІУ), за Радянської влади, носило ім'я маршала Рибалко. (Спочатку училище було ТВТКУ — Ташкентським вищим танковим командним училищем)
- Вечірній факультет Ташкентського політехнічного інституту (з 1995 року — Чирчицький державний технічний коледж. Втратив статус ВНЗ, нині — ССУЗ)
- Академічний ліцей
- Чирчицький соціально-економічний коледж
- Індустріальний технікум
- Медичне училище
- 26 середніх шкіл
- Дитяча школа мистецтв № 3 ім. М.Ашрафі
- Дитяча школа мистецтв № 15 ім. П. І. Чайковського
- Дитяча школа мистецтв № 7 ім. Хамзи

## ЗМІ
- Газета «Чирчик» (російською мовою)
- Газета «Хімік» (друковане видання ВАТ «Maxam-Chirchiq»).

## Транспорт
Основним засобом пересування містом є приватні маршрутні таксі та автобуси Isuzu NP37, всього близько 20 міських маршрутів. На міжміських маршрутах у Ташкент, Газалкент, Чарвак, Янгибазар використовуються автобуси, на невеликих за протяжністю маршрутах використовуються мікровени Daewoo Damas. Через Чирчик проходить залізнична гілка Ташкент — Ходжікент. У самому місті розташовано 3 залізничні станції «Боз-су», «Чирчик» і «Аранчі» і два зупинних пункти, які активно використовуються для доставки і відправлення сировини та продукції підприємств «Максам-Чирчик» і «Чирчицького трансформаторного заводу». Для перевезення пасажирів використовується електричка «Ташкент — Ходжікена».

## Архітектура та міське планування
Чирчик — місто з прямокутною сіткою вулиць, широкими магістралями, типовими житловими будинками (генеральні плани: 1933—1936, «ГІДРОБУДПРОЕКТ», Москва, архітектори Г. М. Орлов, М. І. Тараканов, В. А. Лавров і ін, при консультації В. А. Весніна; 1964, «Уздержпроект», головний архітектор П. А. Дуда-Дудинський.

## Пам'ятки
- Краєзнавчий музей.
- Церква Георгія Побідоносця в Троїцькому.
- Стела «Журавлі».
- Пам'ятник Алішеру Навої
- Пам'ятник Бабуру
- Пам'ятник Вальдемару Шаландіну
- Пам'ятник Воїну інтернаціоналісту

## Особи
- Тащилов Віктор Васильович
- Аблаєв Енвер Назимович

## Галерея

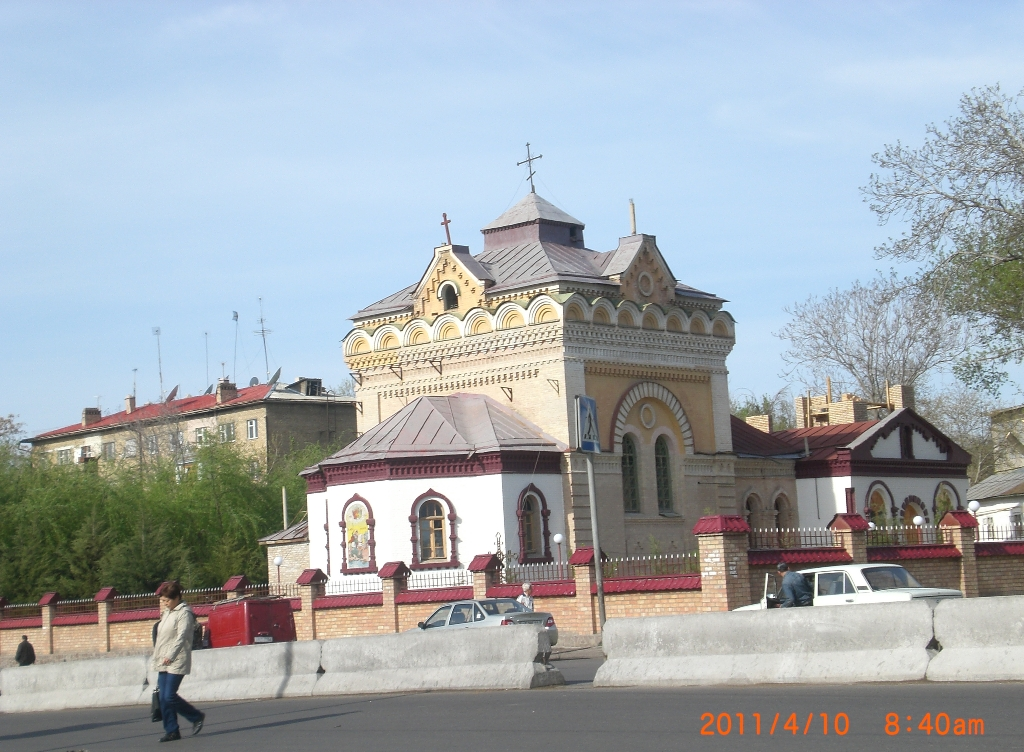
Церква Святої Троїці.
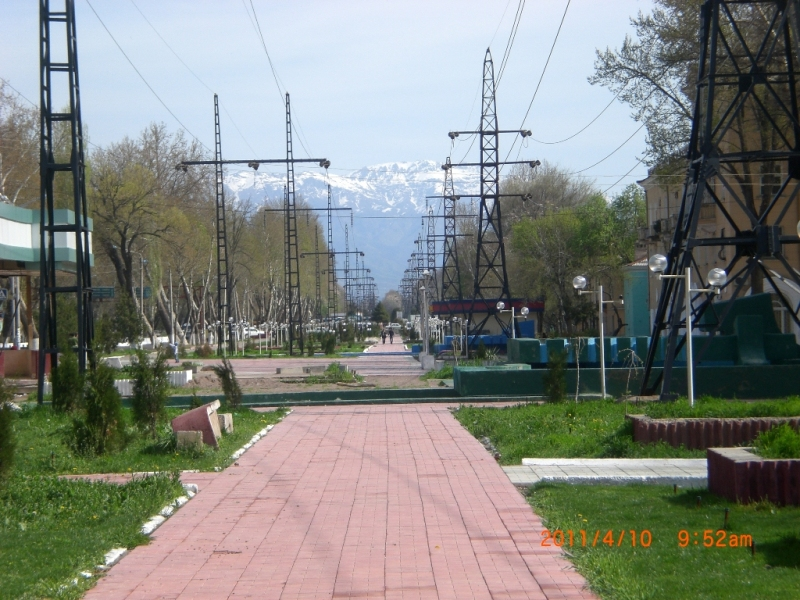
Алея в центрі міста